# Paperworks
«Paperworks» — московская галерея современного искусства.

## История
Своё существование галерея художника Евгения Митты «Paperworks» начала в 2005 году в пространстве «АРТСтрелки».
В начале 2010 года Галерея «Paperworks» переехала на Винзавод. Совладелица галереи «Paperworks» — Елена Баканова.
В июле 2012 года Галерея «Paperworks» объявила о своём уходе из пространства «Винзавода», отказавшись продлевать договор аренды. Её место на «Винзаводе» заняла Pecherskiy Gallery.

## Круг художников
- Юрий Альберт
- Виноградов & Дубосарский
- Группа ПГ
- Юлия Застава
- Борис Матросов
- Аркадий Насонов
- Николай Олейников
- Александра Паперно
- Сергей Сапожников
- Леонид Сохранский
- Валерий Чтак
- Антон Черняк

## Избранные выставки
- 2012 — «Позволь мне быть частью нарратива». Таус Махачева, Москва[6].
- 2011 — «Только правда». В. Чтак[7]
- 2011 — «Автопортреты с завязанными глазами». Ю. Альберт[8][9].
- 2011 — «Сделано». Д. Тер-Оганьян, А. Галкина[10][11].
- 2010 — «Отход». С. Сапожников[12][13].
- 2010 — «GAF представляет». И. Китуп, И. Гравлейс, А. Токарев[14].
- 2010 — «Жилплощадь/Living Space». А. Паперно, А. Душкин.
- 2008 — «Просто супер». И. Китуп.
- 2007 — «Мистики». Н. Турнова.
- 2006 — «Love songs». К. Преображенский, С. Глушкова.
- 2006 — «10 лет спустя». Д. Джикия.